# Pfarrkirche Tiffen

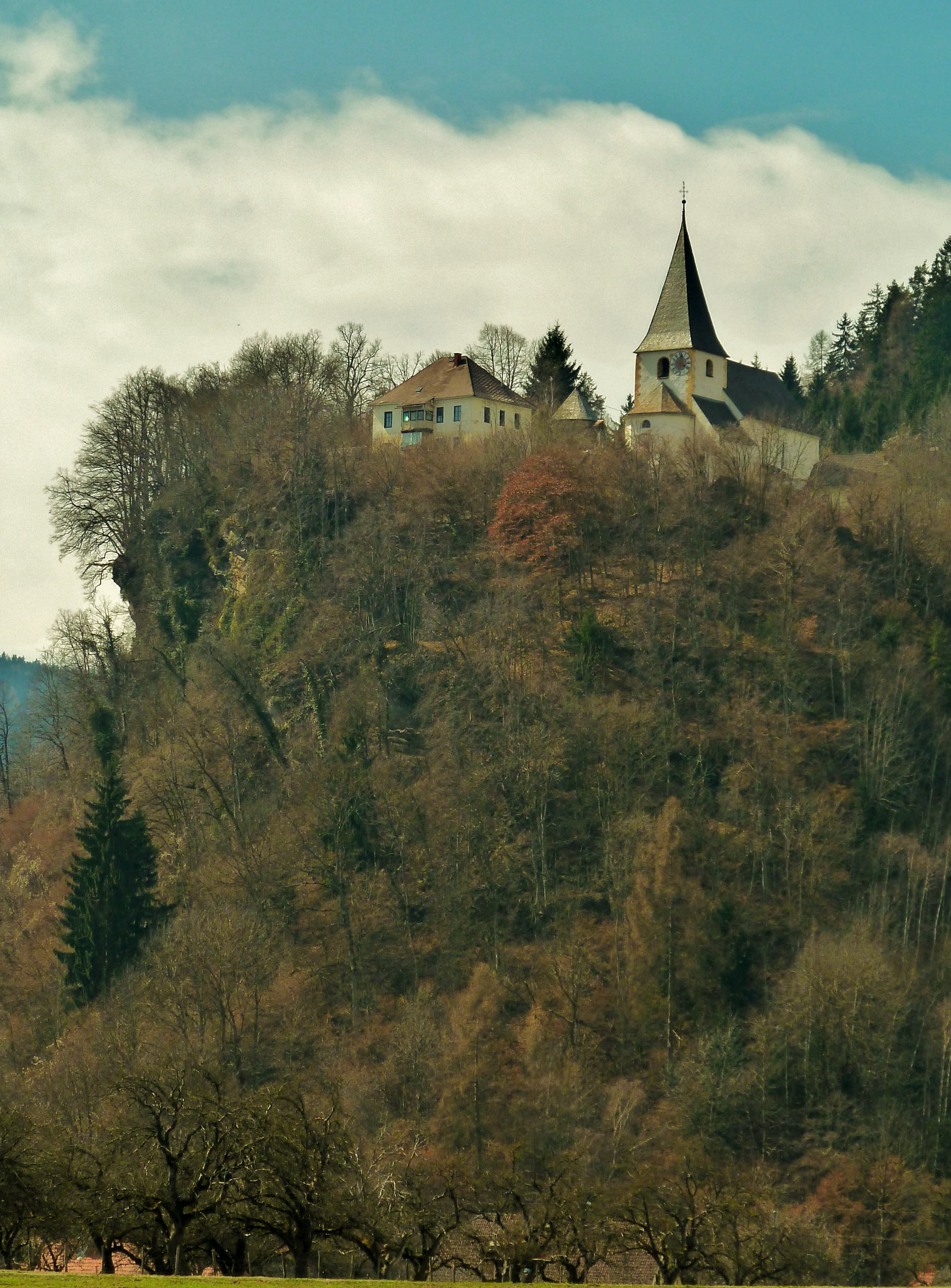
Kirche und Pfarrhof vom Tal aus gesehen

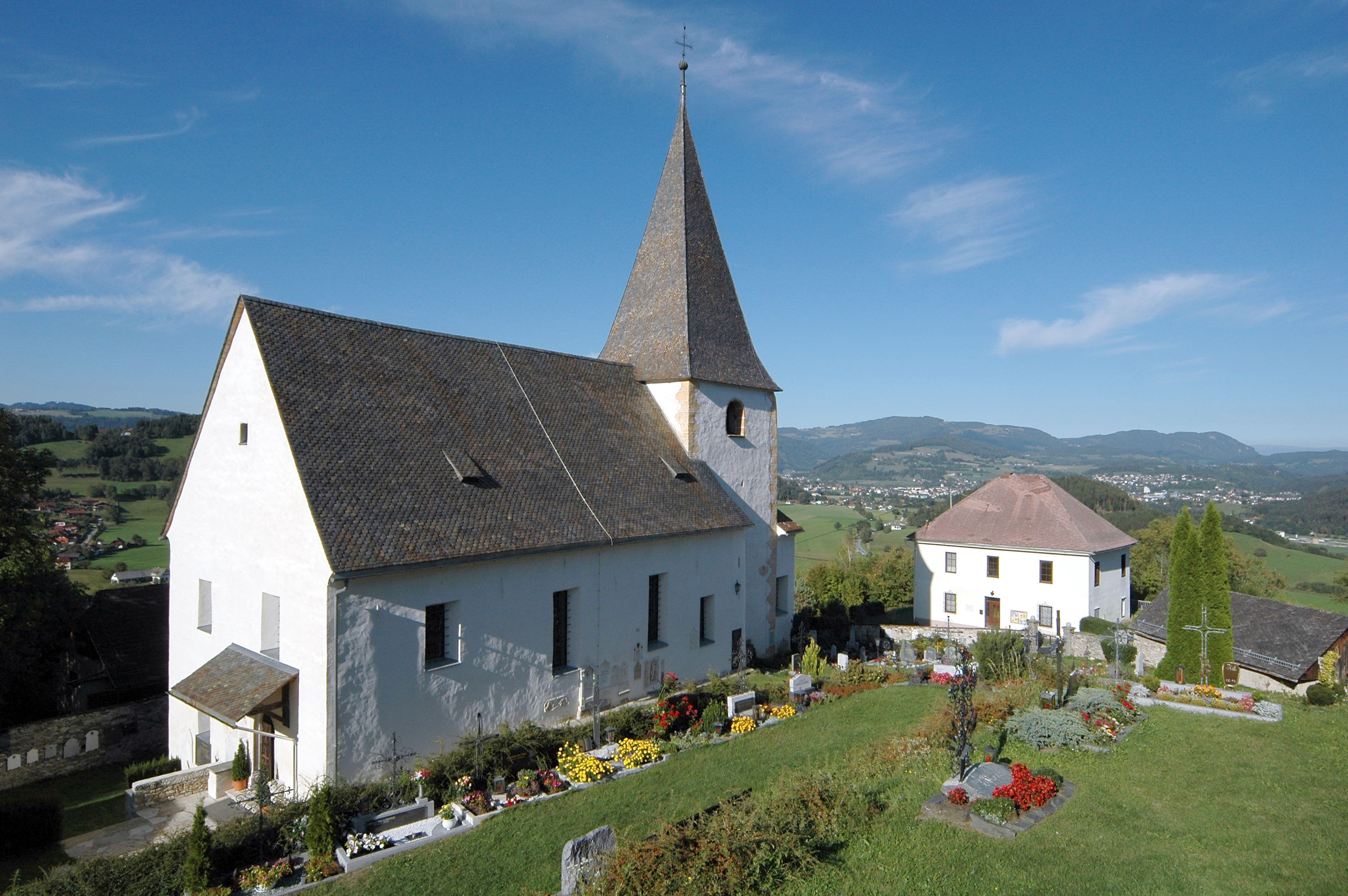
Kirche und Pfarrhof von Südwesten aus gesehen

Die römisch-katholische Pfarrkirche Tiffen (Patrozinium: Hl. Jakobus der Ältere) steht weithin sichtbar auf dem sogenannten Jakobsfelsen, einem Ausläufer des Gerlitzenzuges, oberhalb des Ortes Tiffen (Steindorf am Ossiacher See) in Kärnten. Die im Kern romanische Kirche wurde gotisch und barock überformt sowie im 15. Jahrhundert zur Wehrkirche ausgebaut. Die Pfarre Tiffen gehört zum Pfarrverband Feldkirchen in Kärnten. Die Kirche ist Mittelpunkt des Landschaftsschutzgebietes Tiffner Kirche.

## Geschichte
Die Kirche wurde erstmals zwischen 1060 und 1076 als Kirche der Eppensteiner urkundlich erwähnt. Sie ist neben Grafendorf bei Friesach die älteste Jakobuskirche Kärntens. 1076 kam sie unter den Einfluss des Salzburger Erzbischofs. Im Zehentvertrag von Erzbischof Gebhard mit dem Eppensteiner Graf Marquard ist vom Drittel der Kirche die Rede, der einzige Fall im salzburgischen Kärnten, in dem eine Eigenkirche geteilt ist. Tiffen war bereits vor 1206 Pfarre. Im 14. Jahrhundert kam die Pfarre unter den Einfluss der Habsburger, den neuen Landesherren. 1500 war an der Kirche eine Bruderschaft ansässig. Im 15. Jahrhundert wurde sie angesichts der Türkeneinfälle und des Ungarnkrieges zu einer Wehrkirche ausgebaut. Von 1540 bis 1555, zur Zeit Abt Andreas Hasenpergers, gehörte die Kirche zum Stift Ossiach. Die im Kern romanische Kirche wurde gotisch und barock überformt. 1782 gehörten zur Pfarre Tiffen die Vikariate St. Margareten in der Reichenau und Pernegg, und die Filialen St. Margarethae in Tiffen, Werschling, St. Nicolai in Powirtschach, Pichlern, St. Jacobi et Leonhardi in Pfaffendorf, St. Ruperti bei Feldkirchen, Steindorf, St. Ruperti in Adriach. Restaurierungen fanden 1994 (Turmfassaden) und 1996 (Erneuerung Steinplattldach an Chor und Sakristei) statt.

## Wehranlage

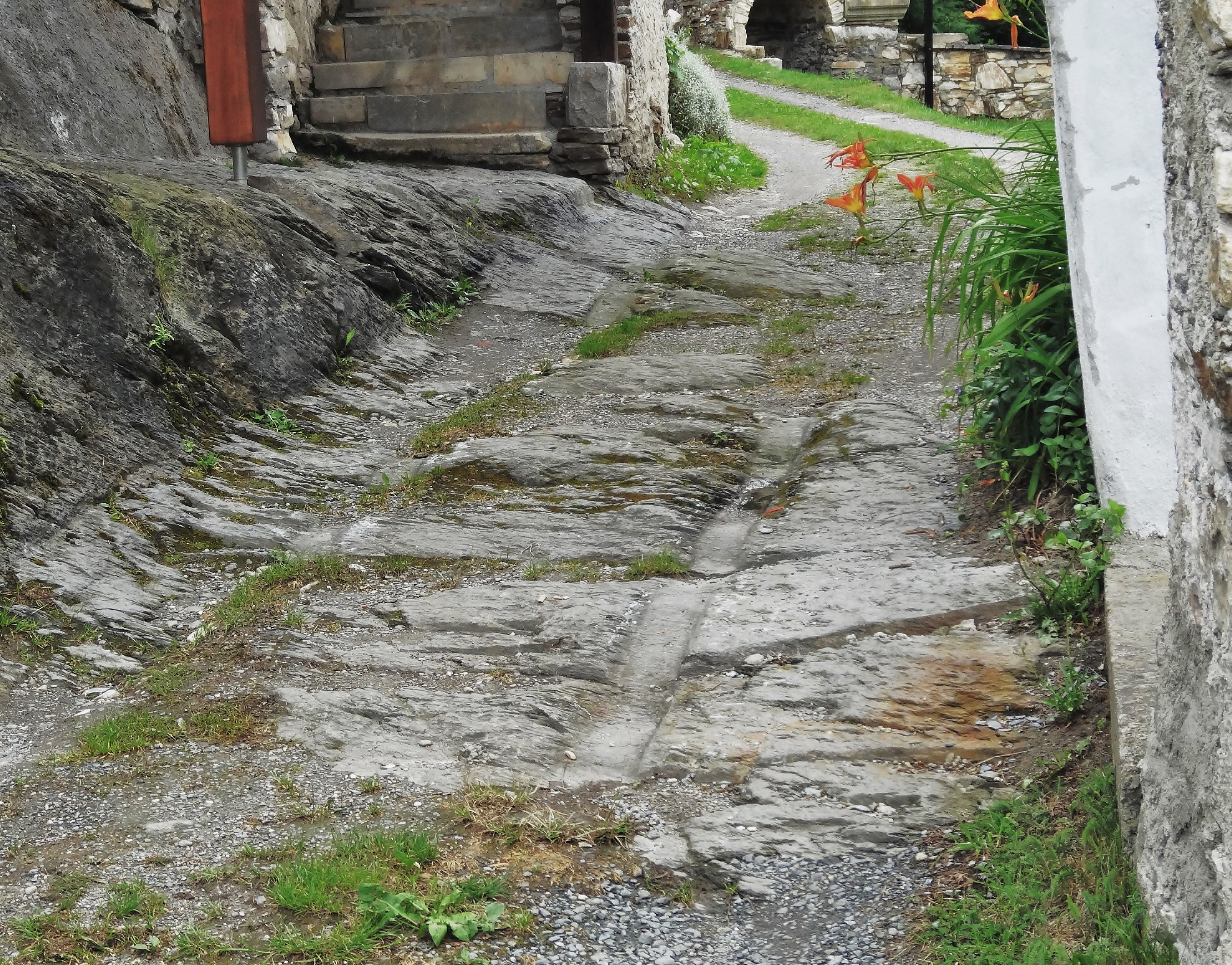
Wagenspuren im felsigen Weg neben der nördlichen Kirchhofmauer

Die Kirche steht in einer größeren Wehranlage. Auf dem Kegel südwestlich der Kirche ist noch ein teilweise abgetragener Rundturm erhalten, der Scharten trägt. Vom Turm ziehen Mauern nach Norden und Osten. Von der Kirchhofmauer ist nur der nördliche Teil erhalten. Hier im Norden der Kirche befand sich in der Vergangenheit der Zugang zur Kirche wie zum alten Pfarrhof. Kirchhofmauer und alter Pfarrhof bildeten einen Zwinger, der an beiden Seiten durch Tore verschließbar war. Vom Osttor ist der Bogen erhalten. Das Westtor wurde als Torturm erbaut. Von hier führte eine überdachte Freitreppe zum Kirchhof, der durch eine flachbogige Tür abgeschlossen war. An der Außenseite der nördlichen Kirchhofmauer zeigt ein Restfresko Jesus am Ölberg.

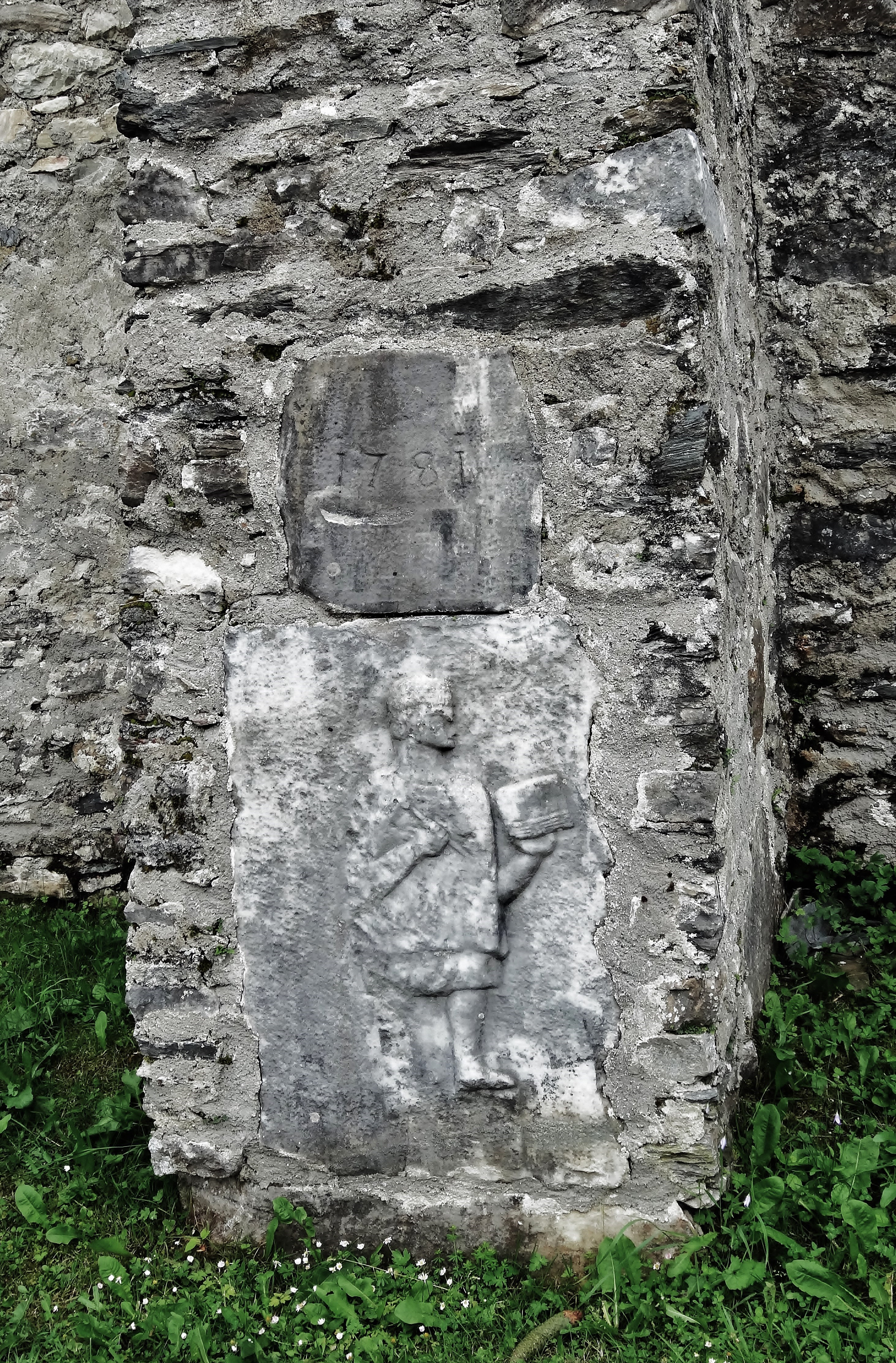
Römerstein in der nördlichen Kirchhofmauer
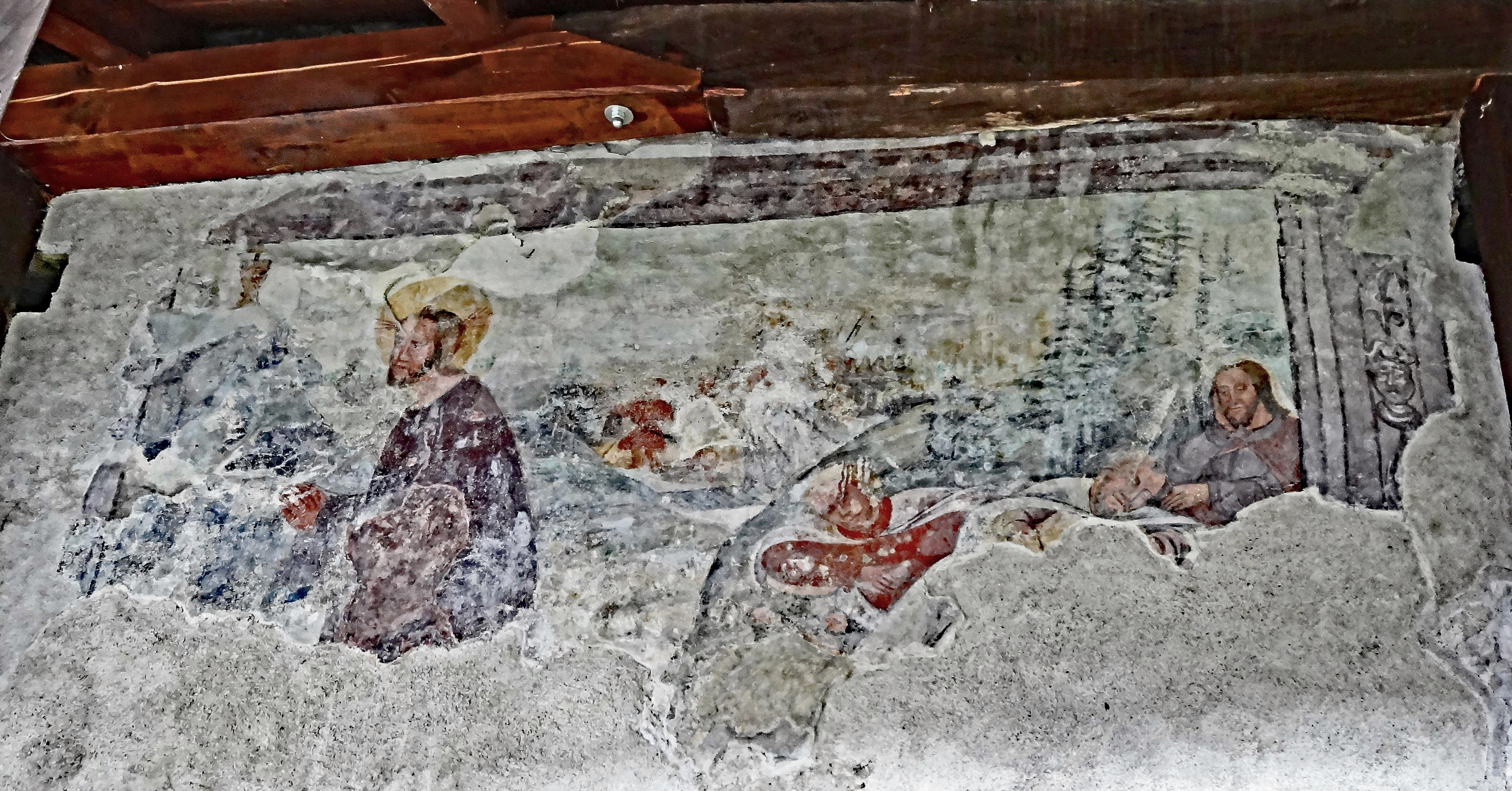
Jesus am Ölberg, Fresko an der Kirchhofmauer

Im Norden des Kirchhofes befindet sich ein Felsabsturz, der durch einen Mauerzug bekrönt und mit einem Dreiviertelrundturm mit Schießscharten befestigt ist. Westlich davon steht ein Rundturm, der Teil einer Toranlage mit Vorburg war.
Wie etliche Wehrkirchen ist die Tiffner Kirche mit Steinplattln aus Schiefer gedeckt, einst ein Schutz gegen die Brandpfeile der Türken.

## Bauwerk

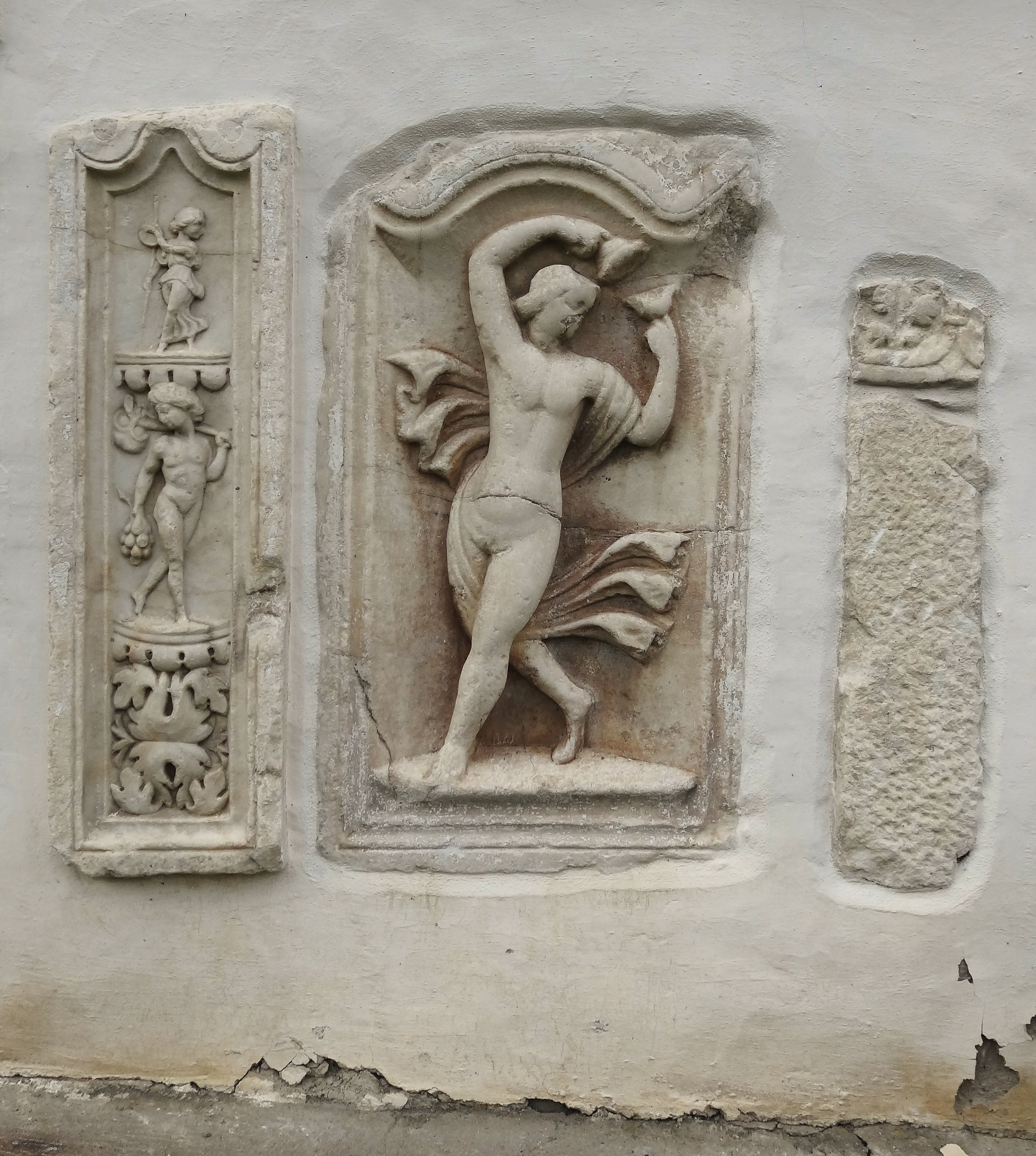
Römersteine in der Südwand, in der Mitte eine tanzende Mänade

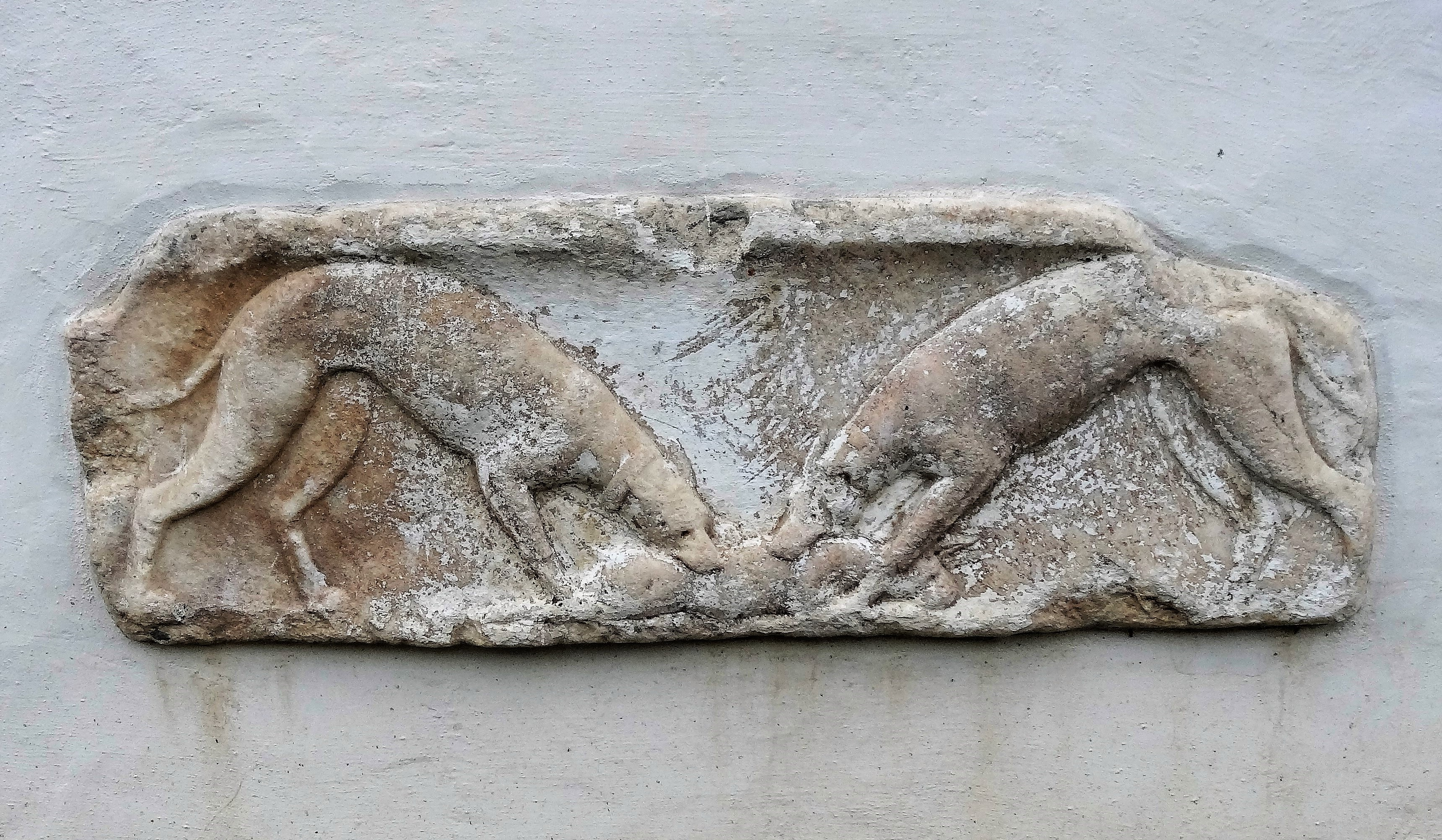
Römerstein, einen Hasen reißende Hunde

Die Kirche ist eine ehemals romanische Chorturmkirche. Die Langhausmauern stammen aus dem letzten Drittel des 11. Jahrhunderts, der Turm aus der Mitte des 12. Jahrhunderts. Der Bau wurde in der Gotik und im Barock umgestaltet. Der Ostturm hat eine quadratische Grundfläche und ist drei Geschoße hoch. Er besitzt rundbogige Schallöffnungen und einen Pyramidendachhelm. Die gemalten Ortsteine wurden 1994 angebracht, als bei der Restaurierung die Architekturpolychromie von 1787 wiederhergestellt wurde.
Der heutige Chor wurde 1758 erbaut. Nördlich des Chores befindet sich die Sakristei, südlich ein viertelrunder Treppenturm, der sich im Winkel zwischen Turm und Kirchenschiff befindet. 1994 wurde an der Ostwand der Sakristei ein Christophorus-Fresko freigelegt, in dem auch ein seine Junge fütternder Pelikan dargestellt ist. An der Nordseite des Langhauses gibt es drei vermauerte romanische Fenster, an der Südseite zwei. An der Westfassade befindet sich das Hauptportal, ein gotisch profiliertes Rundbogenportal, das durch ein hölzernes Vordach geschützt ist. Hier befinden sich ein achteckiges, steinernes Weihwasserbecken und ein romanisches Kapitell, das ebenfalls als Weihwasserbecken verwendet wird.

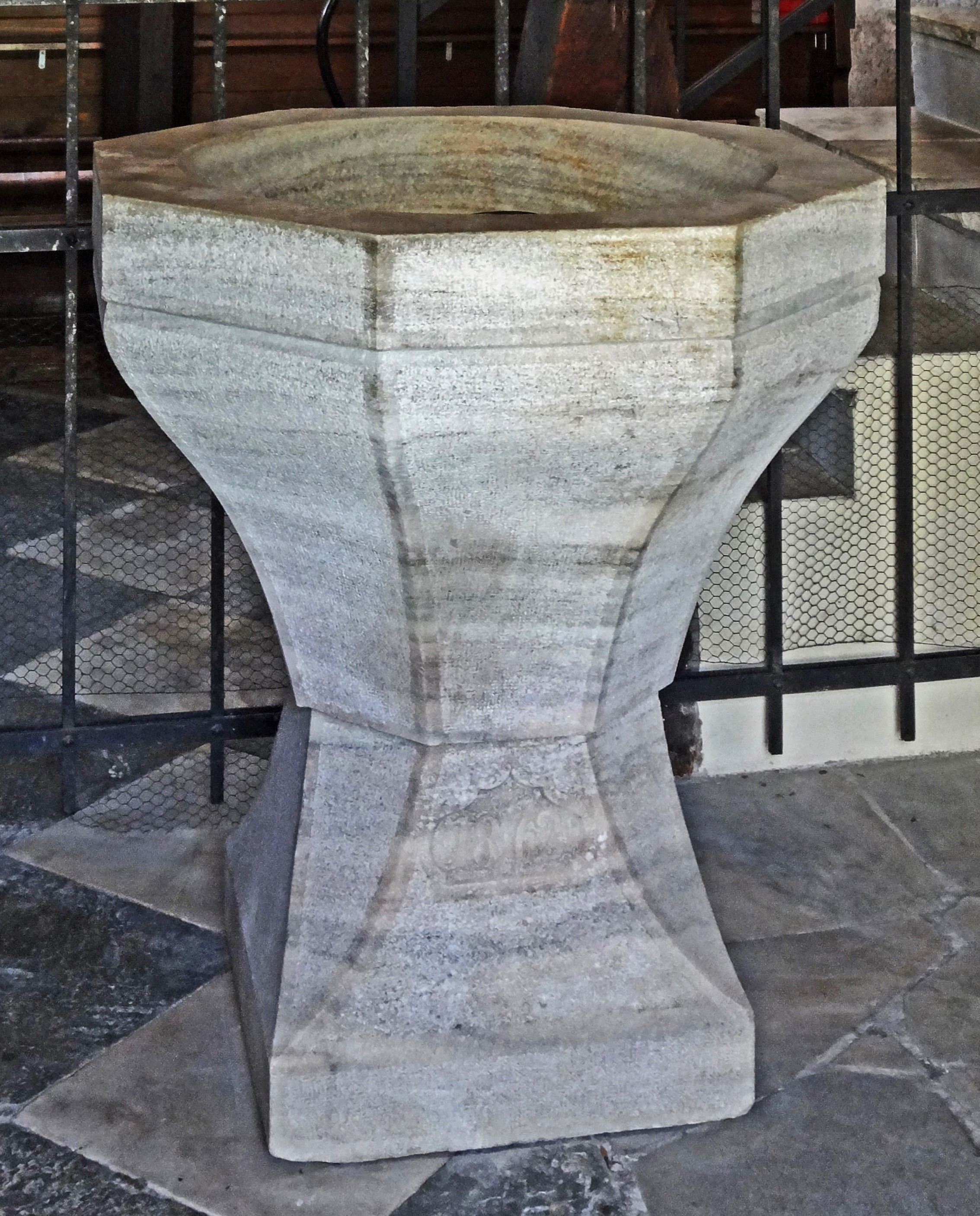
Achteckiges, steinernes Weihwasserbecken
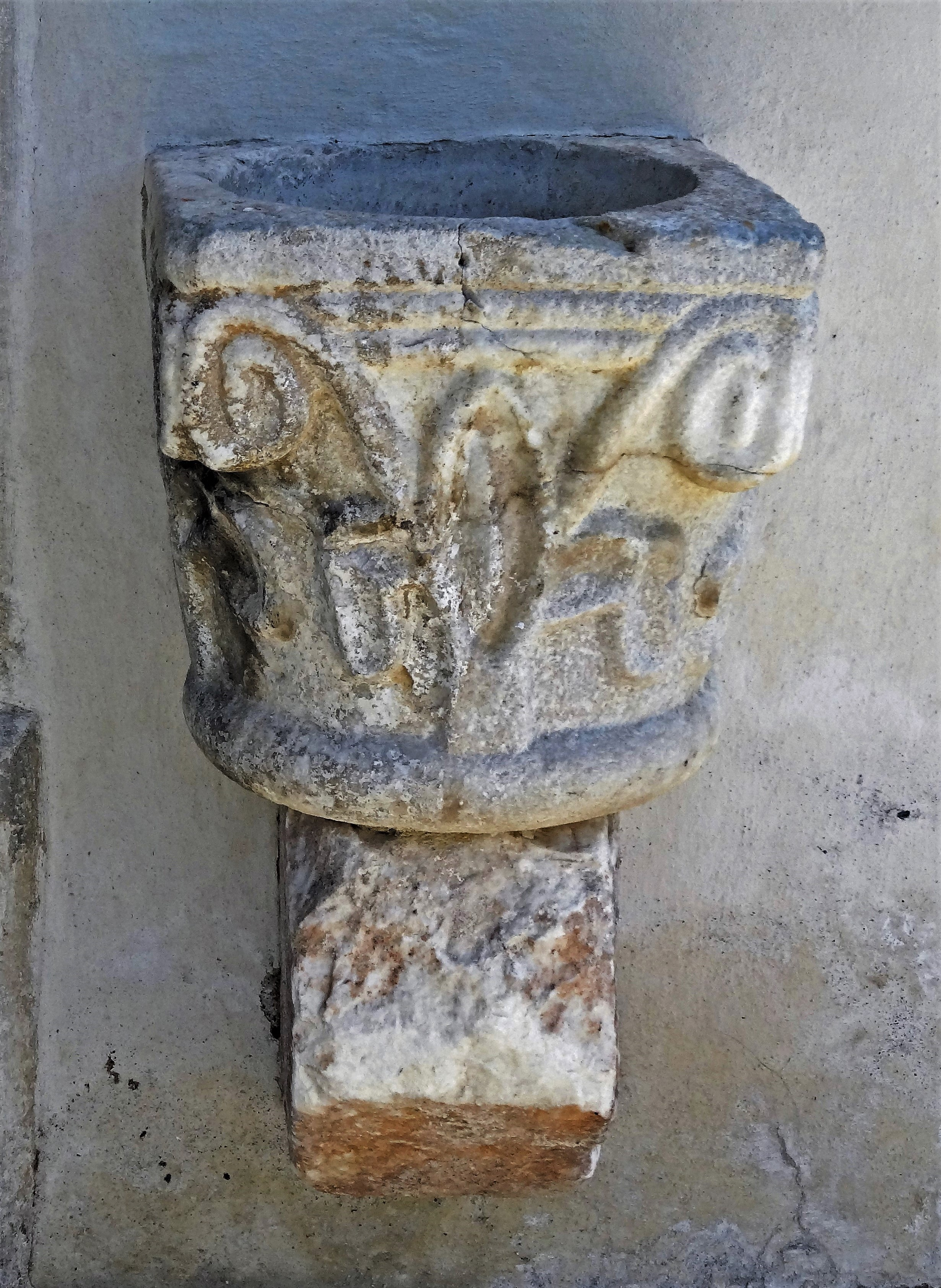
Romanisches Kapitell als Weihwasserbecken

Das kielbogige Nordportal ist über eine gemauerte Freitreppe mit hölzernem Vordach zu erreichen. Die Tür ist mit gotischen Bandbeschlägen und einem Schlüsselfang ausgestattet. Ein ähnlicher Eingang führt in die Sakristei. An der Außenwand des Chores befindet sich ein Kriegergedächtnisbild von Switbert Lobisser, der in Tiffen geboren wurde.
An der Kirchenaußenwand sind zahlreiche Römersteine eingemauert.

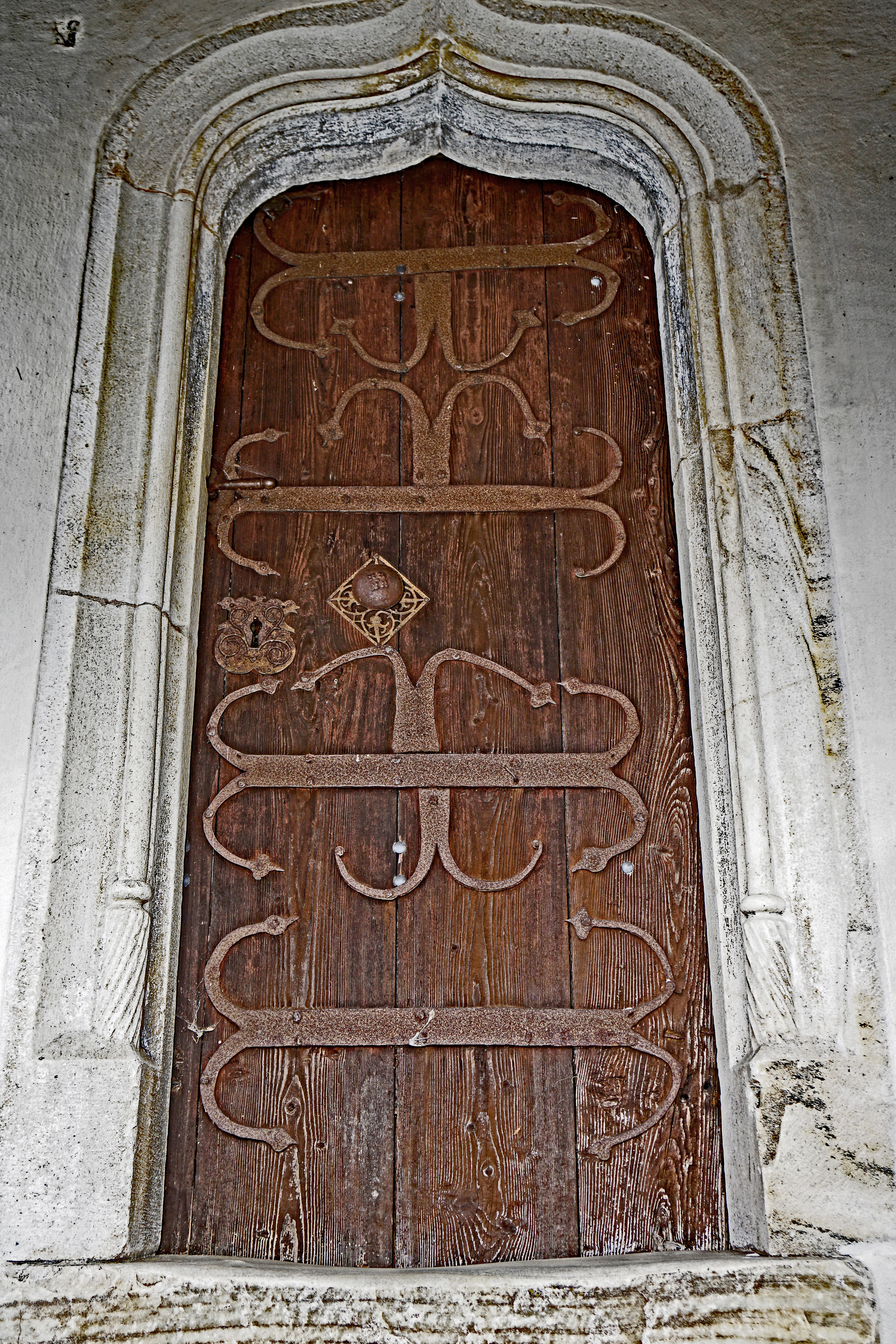
Nordportal
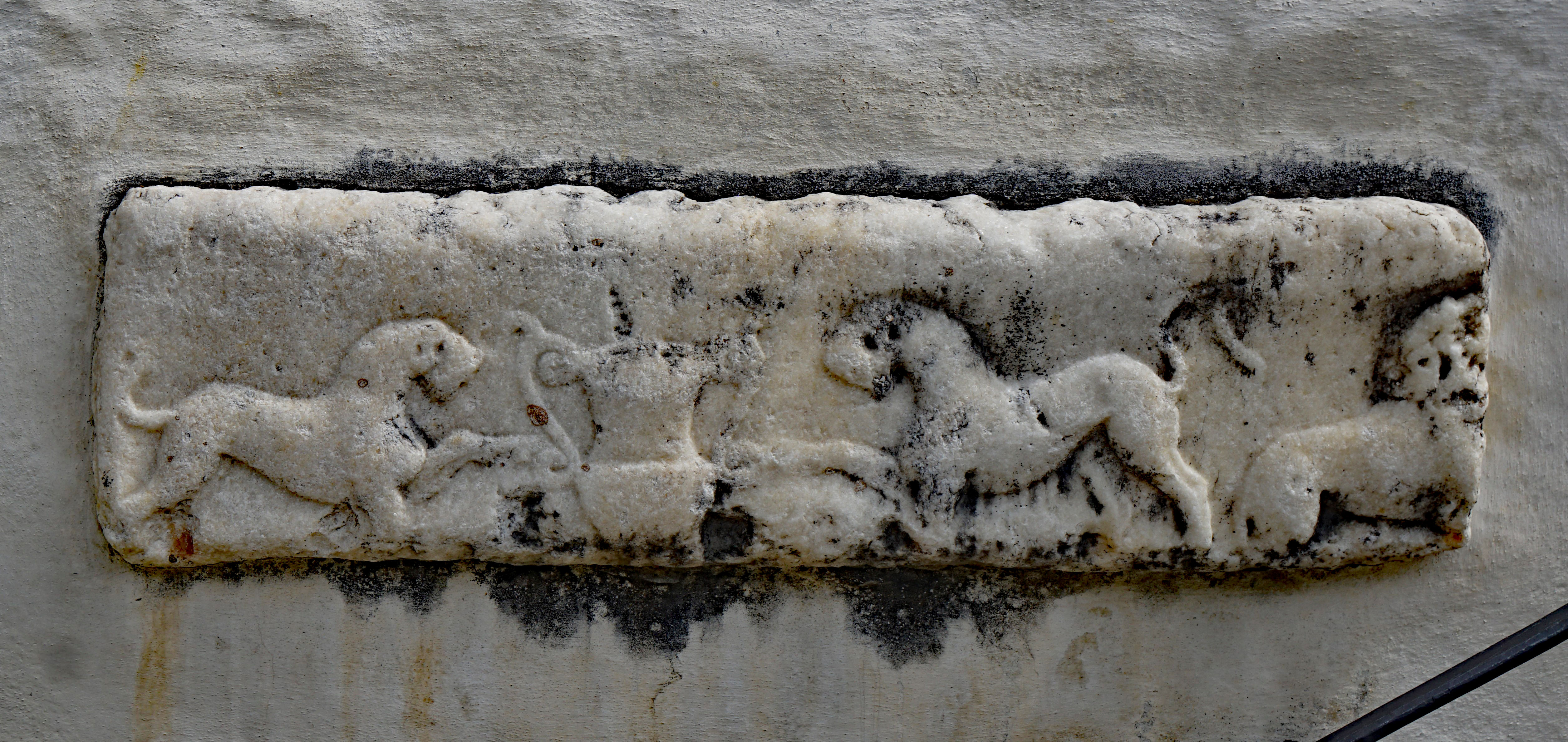
Römische Spolie in der äußeren Westwand

### Inneres

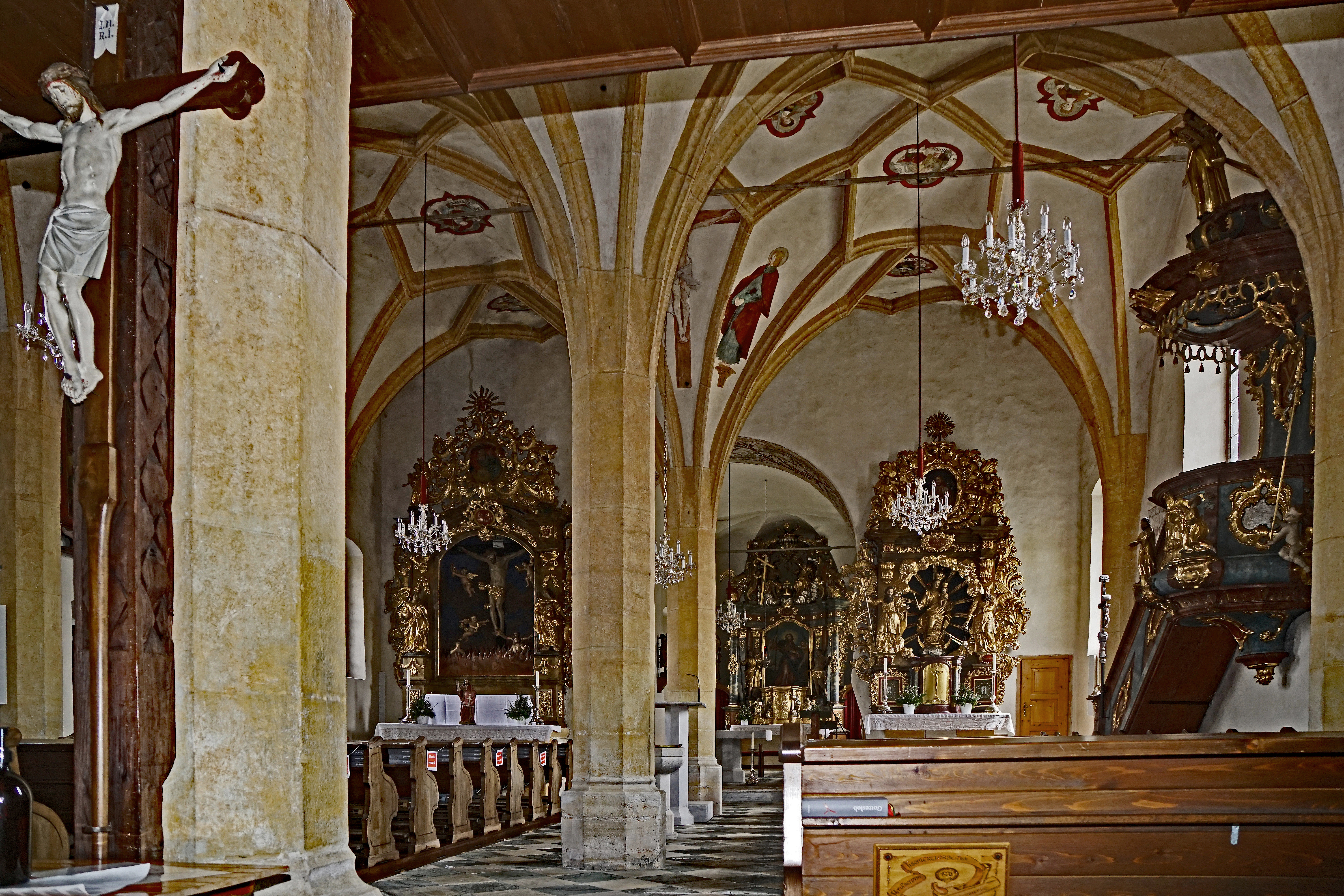
Innenansicht

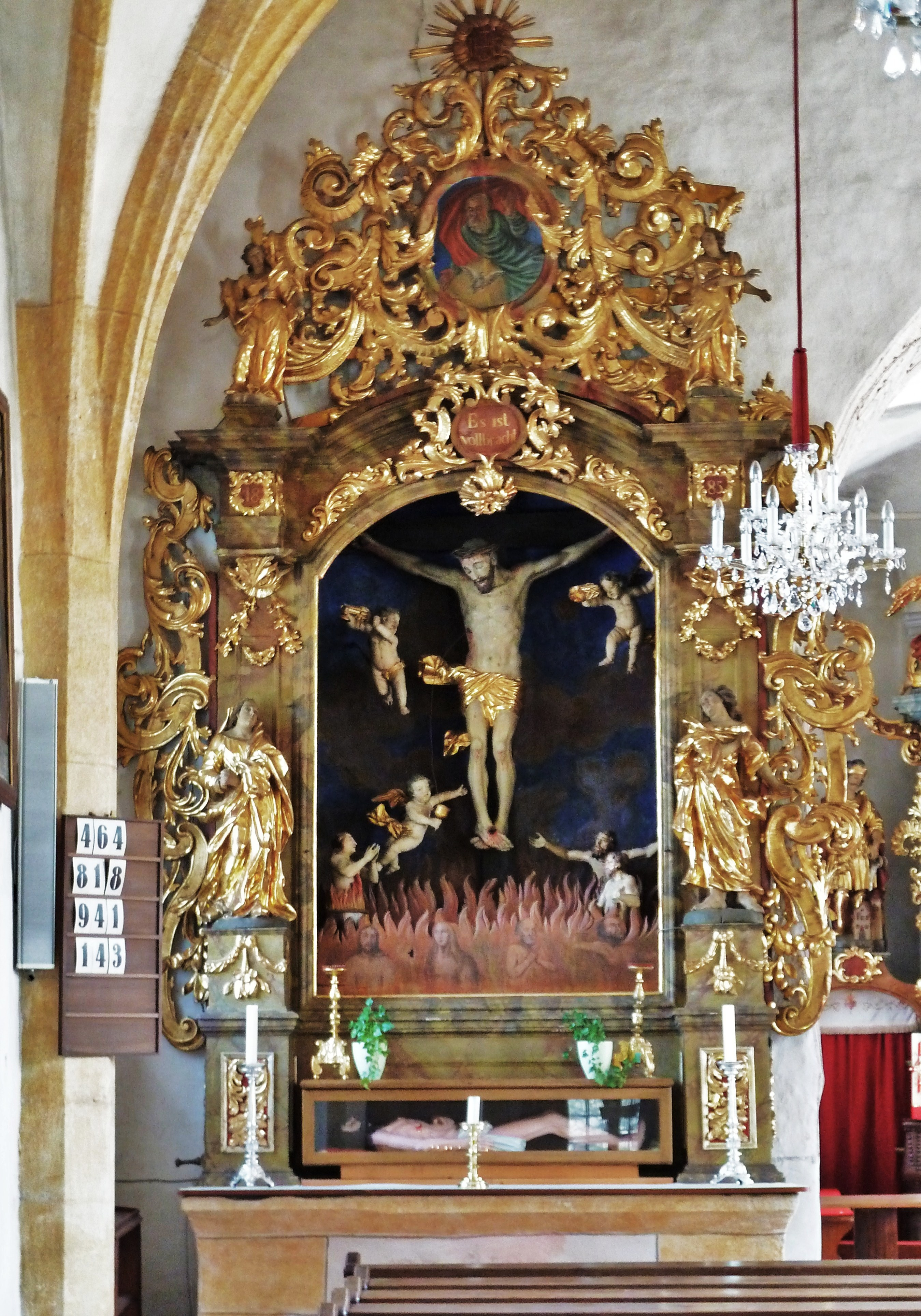
Der linke Seitenaltar

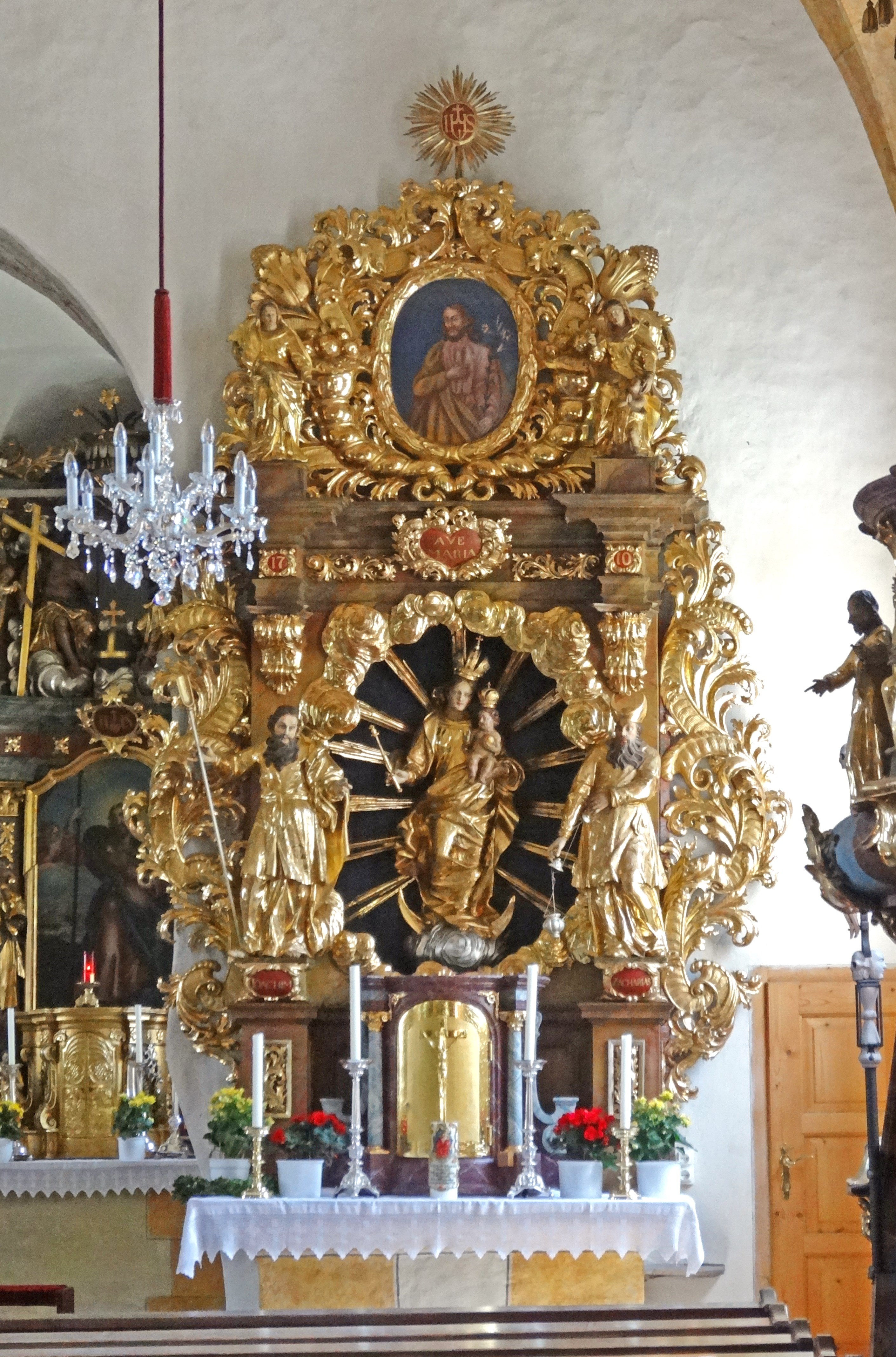
Der rechte Seitenaltar

Die Kirche wurde in der zweiten Hälfte des 15. Jahrhunderts zu einer zweischiffigen spätgotischen Hallenkirche umgebaut. Das Langhaus besitzt 3½ Joche. Der Kirchenraum ist durch die drei Pfeiler in zwei gleich große Schiffe getrennt. Diese seit der Hochgotik bekannte Bauform ist in Kärnten äußerst selten, ein weiteres Beispiel ist die Kirche von St. Gandolf, die wohl aus derselben Bauschule wie Tiffen stammt. Das Netzsterngewölbe steigt fächerförmig aus achteckigen Pfeilern auf und besitzt ein profiliertes Rippenwerk. Im Gewölbe befindet sich ein Schlussstein mit der Jahreszahl 1508, die sich aber nicht auf die Baugeschichte bezieht. Im Westjoch befindet sich die Orgelempore aus Holz vom Ende des 19. Jahrhunderts. Der Triumphbogen ist rundbogig und niedrig. Das Chorquadrat ist kreuzgewölbt, im Norden führt eine Tür in die Sakristei. Der Chorschluss ist gratgewölbt. In Wand und Boden des durch die hölzerne Westempore gebildeten und durch ein Eisengitter mit Tür vom Langhaus abgeteilten Vorraumes sind Epitaphe eingelassen.

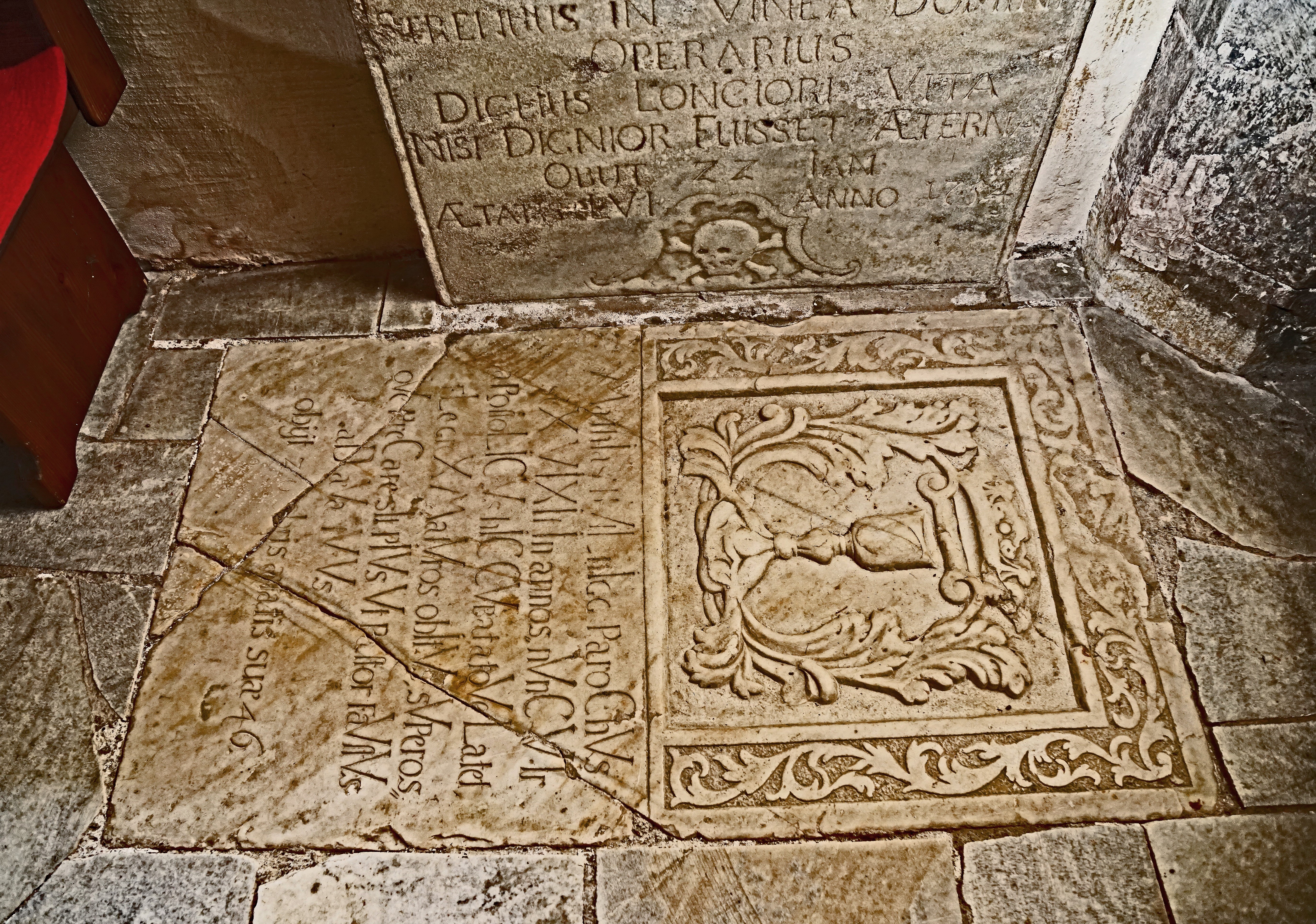
Epitaph im Boden des Vorraumes

Wandgemälde
Im Kircheninneren befinden sich Wandgemälde des Thomas von Villach, die um 1470–80 entstanden sind. An der Triumphbogenlaibung sind die heiligen Barbara und Helena dargestellt. Der Zug der heiligen drei Könige ist großteils nicht mehr erhalten. Über der Sakristeitür ist das Schweißtuch der Veronika dargestellt. An der Südwand des Schiffes befindet sich ein Georgsbild aus dem ersten Viertel des 15. Jahrhunderts, das durch die spätgotischen Pfeiler in der linken Hälfte zerstört wurde. An der Nordwand befindet sich der Rest einer Kreuzigungsszene, von der Mittelteil durch einen Fensterausbruch zerstört wurde. Eine Inschrift unter dem Bild ist mit 1519 bezeichnet und zeigt das Wappen von Leonhardt Meichsner. In den Gewölbefeldern des Langhausgewölbes ist eine dreifigurige Kreuzigung dargestellt. In den 26 Dreipässen sind Büsten von Kirchenvätern und Heiligen dargestellt, die aus dem ersten Viertel des 16. Jahrhunderts stammen.

## Einrichtung
Der Hochaltar stammt aus der Zeit nach 1758, dem Jahr der Chorerweiterung, gefasst wurde er 1764 bzw. 1771. Das Altarblatt zeigt den heiligen Jakobus, die seitlichen Schnitzfiguren stellen die heiligen Christophorus und Sebastian dar. Über den Opfergangsbögen stehen die Heiligen Florian und Valentin, im Aufsatz findet sich die heilige Dreifaltigkeit.
Die Seitenaltäre sind mit reichlichem Akanthus verziert. Der linke, datiert 1721, zeigt ein Schnitzkruzifix über den verdammten Seelen im Fegefeuer, seitlich befinden sich Maria und Johannes. Der rechte Seitenaltar, datiert 1710, trägt Figuren der Madonna mit Kind zwischen den Heiligen Joachim und Zacharias.
Die Kanzel stammt von etwa 1770, die Fassung stammt von Peter Kröll 1771. Sie besteht aus marmoriertem Holz, Ornamente sowie das Gewand der Figuren sind vergoldet. Korb und Schalldeckel sind halbkreisförmig, der Zugang erfolgt links über eine Stiege mit Brüstung. Der Korb ist durch zwei Pilaster unterteilt. Vor dem linken steht Christus, vor dem rechten kniet Petrus mit erhobenen Armen. Zwischen ihnen ist in einer Kartusche eine Kirche dargestellt. Am Wulst sitzt rechts hinten ein Putto mit einem Kruzifix. Wulst, Auslauf und Stiegenbrüstung sind mit Rocaillen geschmückt. Die Rückwand trägt eine Kartusche mit den Symbolen der drei Tugenden. Am Schalldeckel tragen Voluten Moses mit den Gesetzestafeln, dahinter ein Strahlenkranz.
An Konsolfiguren befinden sich in der Kirche: aus dem 17. Jahrhundert die Heiligen Jakobus und Rochus, aus dem 18. Jahrhundert Maria und der Schmerzensmann. Ein Vortragekreuz mit Totenköpfen stammt aus dem 18. Jahrhundert. Eine Votivtafel an der Schiffsnordwand mit der Auferstehung Christi ist bezeichnet mit 1530, ein weiteres Votivbild mit Heiland und Jakobus mit 1758.
Die Glocke wurde 1495 angefertigt.
Spätgotischer Schnitzaltar
Der ehemalige Hauptaltar der Kirche befindet sich heute im Landesmuseum Kärnten in Klagenfurt. Es ist ein spätgotischer Flügelaltar aus der Zeit um 1510. Belegt ist der Besteller des Altars, der für Tiffen bezeugte Blasius Lazarin, Landschaftseinnehmer im Karst und in Istrien, der den Altar 1507 bestellt hat. Im Schrein befinden sich drei geschnitzte Figuren: der heilige Jakobus der Ältere, Schutzpatron der Pilger, mit Hut, Tasche und Jakobsmuschel. Ihm zur Seite stehen die beiden Heiligen Christophorus und Florian. Christophorus wurde im 15. Jahrhundert sehr stark verehrt und der heilige Florian gehört zu den am intensivsten verehrten Heiligen in Kärnten. Die Flügelinnenseiten zeigen vier geschnitzte Szenen der Jakobslegende. Die bei geschlossenem Altar sichtbaren Flügelaußenseiten zeigen sechs Szenen aus dem Leben Christi.

## Landschaftsschutzgebiet
Die Kirche bildet das Zentrum des 14 Hektar großen Landschaftsschutzgebietes Tiffner Kirche, das 1970 eingerichtet wurde (LGBl. Nr. 24/1970). Es umfasst den ganzen Kalkstock. Im Norden und Westen befinden sich Buchen- und Fichtenwald sowie Wiesen. Am Südabfall befinden sich Reste eines Hopfenbuchen-Mannaeschen-Mischwaldes mit Hopfenbuche, Manna-Esche, Sommer-Linde und Trauben-Eiche. In der Krautschicht kommen wärmeliebende Pflanzen wie Berg-Haarstrang, Wimper-Perlgras, Große Fetthenne, Wermut und Schwalbenwurz vor. An schattigen Überhängen wächst der eher seltene Nordische Streifenfarn. An Tieren sind Mauereidechse, Smaragdeidechse und Sandviper zu erwähnen, die ebenfalls wärmeliebend sind.

## Belege
1. 1 2  Ernst Kleber: Zur Geschichte der Pfarren und Kirchen Kärntens. II. Teil. Carinthia I, 116. Jahrgang 1926, S. 1–63.
2. 1 2 3 4  Ilse Spielvogel-Bodo: Der Ossiacher See zwischen gestern und heute. Geschichte, Kunst, Landeskunde. 2. Auflage, Kärntner Druck- und Verlagsgesellschaft, Klagenfurt 1998, ISBN 3-85391-149-8, S. 130–137.
3. ↑  Ernst Kleber: Zur Geschichte der Pfarren und Kirchen Kärntens. I. Teil. Carinthia I, 115. Jahrgang 1925, S. 1–47.
4. 1 2 3 4 5 6 7 8 9 10 11  Dehio-Handbuch Kärnten. 3. Auflage, Anton Schroll, Wien 2001. ISBN 3-7031-0712-X, S. 952–955.
5. ↑  CSIR II,5, 567.
6. 1 2  Gottfried Biedermann, Karin Leitner: Gotik in Kärnten. (Kunstgeschichte Kärntens) Verlag Carinthia, Klagenfurt 2001, ISBN 3-85378-521-2, S. 62.
7. ↑  Barbara Kienzl: Die barocken Kanzeln in Kärnten. Verlag des Kärntner Landesarchivs, Klagenfurt 1986, ISBN 3-900531-16-1, S. 395.
8. ↑  Gottfried Biedermann, Karin Leitner: Gotik in Kärnten. (Kunstgeschichte Kärntens) Verlag Carinthia, Klagenfurt 2001, ISBN 3-85378-521-2, S. 126.
9. ↑  Helmut Hartl, Hans Sampl, Ralf Unkart: Kleinode Kärntens. Nationalparks, Naturschutzgebiete, Landschaftsschutzgebiete, Naturdenkmale. Kärntner Druck- und Verlagsgesellschaft, Klagenfurt 1993, ISBN 3-85391-092-0, S. 74.